# 裁員

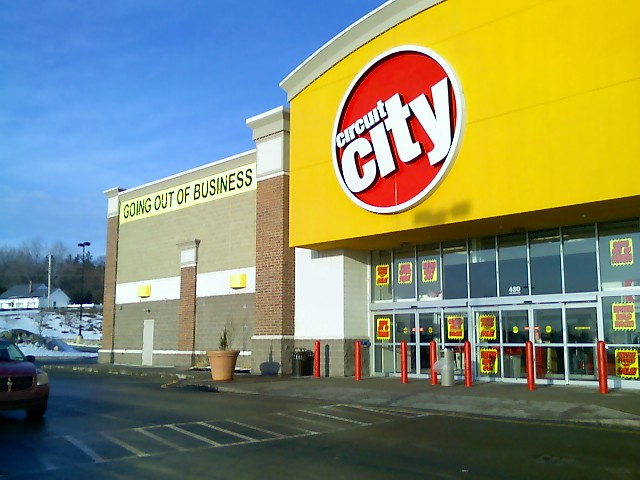
2009年1月，美國第二大消費電子零售商Circuit City因財務危機而被迫關閉旗下567家連鎖店，裁員人數達35,000人。在金融海嘯期間，類似的裁員光是在美國就有數千起

裁員（英語：Layoff 或 Redundancy），泛指企業或雇主基於業務上的考量，暫時或永久中止僱用個人或集體雇員的行為。部分企业将其称之为“毕业”。而作為金融危機影響第一線的金融業似亦容易受裁員消息影響，通常相關新聞會首見於媒體。

## 原因
1. 業務縮減、公司賠錢：為降低人事費用支出而裁員
2. 人事精簡：常發生在併購同質的公司之後，或企業瘦身轉型，而將閒置的人力裁撤。
3. 遷廠：把工廠遷移到人力成本較低的國家或地區之後，原工廠的員工一部份或全部資遣。
4. 不適任：裁員不適任或效率較低落的員工，特別是中高齡員工，也藉以節省退休金的支出。

## 對員工的影響
裁員改變了傳統以來對優秀員工態度的要求，彈性而合約化的職場不再重視埋首不語，默默耕耘的工作態度，改為重視遊說技巧、團隊合作技巧等可隨身攜帶（portable）的社交技巧，以應付經常變化的新環境及其辦公室政治。

## 相關
- 組織員額精簡
- 遣散費

## 外部連結
- Google 新聞："裁員"